# Jim Leighton
James (Jim) Leighton MBE (* 24. Juli 1958 in Johnstone, Schottland) ist ein ehemaliger schottischer Fußballtorwart.
Er absolvierte zwischen 1982 und 1998 insgesamt 91 Länderspiele. Während dieser Zeit nahm er an den Weltmeisterschaften 1986, 1990 und 1998 teil.
Eigentlich war Leighton für die WM 1998 nicht nominiert, da es mit Torwart Andy Goram jedoch wegen dessen Hochzeit in den USA zu Streitigkeiten kam, wurde er nachnominiert und spielte mit fast 40 Jahren seine dritte WM.
Er beendete seine Profilaufbahn im Jahr 2000 mit 42 Jahren beim FC Aberdeen. Leighton war unter anderem für Manchester United, FC Aberdeen und Hibernian Edinburgh aktiv.

## Erfolge
- Drybrough Cup: 1980
- Schottische Meisterschaft (3): 1980, 1984, 1985
- Schottischer Pokal (4): 1982, 1983, 1984, 1986
- Schottischer Ligapokal: 1986
- Europapokal der Pokalsieger (2): 1983, 1991
- UEFA Super Cup: 1983
- FA Cup: 1990